# 1986 chez Disney
Cet article présente la liste des évènements de la Walt Disney Company ayant eu lieu en 1986.

## Résumé

### Productions cinématographiques
Basil, détective privé, réalisé par John Musker et Ron Clements, sort le 2 juillet 1986 et fait renouer les studios Disney avec le succès critique et commercial seulement un an après l'échec commercial de Taram et le Chaudron magique. Son succès financier sauve les studios Disney de la faillite et rend possible la renaissance Disney.

### Productions télévisuelles
Après deux années d'interruptions liées au lancement de la chaîne câblée Disney Channel, l'émission d'anthologie connue en France sous le nom Le Monde merveilleux de Disney est relancée sous le nom The Disney Sunday Movie avec un présentateur Michael Eisner, le précédent étant Walt Disney décédé en 1966.

### Futures filiales
En 1986, Cadence Industries est en difficulté financière et procède à sa liquidation en cherchant des acheteurs pour ses différentes filiales dont Marvel Comics. Le 21 novembre 1986, New World Pictures achète Marvel Entertainment.

## Événements

### Janvier
- 13 janvier 1986, l'entreprise Disney annonce un fractionnement d'actions au ratio de 4 pour 1[4]
- 15 janvier 1986, Ouverture de l'attraction The Living Seas à Epcot[5]
- 31 janvier 1986, Sortie du film Le Clochard de Beverly Hills de Touchstone Pictures aux États-Unis

### Février
- 2 février 1986, Début de l'émission The Disney Sunday Movie sur ABC[6]
- 3 février 1986, Fondation de Pixar Animation Studios[7]
- 6 février 1986, Walt Disney Productions se rebaptise The Walt Disney Company[8],[9]
- 9 février 1986, Fermeture de l'attraction Magic Journeys à Epcot[10]

### Mars
- 8 mars 1986, Ouverture de l'attraction Alice's Tea Party au Tokyo Disneyland[11]

### Avril
- 25 avril 1986, le label Touchstone Pictures signe un contrat de diffusion de ses films pour cinq ans sur la chaîne Showtime débutant en 1987[12].

### Mai
- 17 mai 1986, Ouverture de l'attraction American Journeys à Tokyo Disneyland[13]

### Juillet
- 2 juillet 1986, Première mondiale du film Basil, détective privé aux États-Unis
- 25 juillet 1986 : Décès de l'animateur Al Coe[14]
- 30 juillet 1986, Sortie du film Le Vol du Navigateur

### Août
- 17 août 1986, Sortie du court métrage Luxo Jr. au Special Interest Group in Graphics (SIGGRAPH)

### Septembre
- 18 septembre 1986, Début de l'émission Siskel & Ebert at the Movies de Buena Vista Entertainment

### Octobre
- 11 octobre 1986, Décès de David Hand, animateur, réalisateur et producteur[15]
- 12 octobre 1986, Fermeture de l'attraction Golden Horseshoe Revue à Disneyland[16]

### Novembre
- 1er novembre 1986, Début de l'attraction Golden Horseshoe Jamboree à Disneyland[17]
- 21 novembre 1986, New World Pictures achète Marvel Entertainment à Cadence Industries[3].
- 26 novembre 1986 : Sortie de Basil, détective privé en France.

### Décembre
- 7 décembre 1986, Disney Channel diffuse désormais en continu